# 스노우볼 엔터테인먼트
스노우볼 엔터테인먼트(영어: Snowball Entertainment)는 대한민국의 연예 기획사이다. 이전의 회사명은 S2007 엔터테인먼트, 자유 엔터테인먼트에서 2013년에 현재의 스노우볼 엔터테인먼트로 변경되었다.

## 소속 연예인
- 송윤아
- 신동욱
- 윤찬영

## 과거 소속 연예인
- 설경구
- 서효림
- 이세은
- 고윤
- 양진성
- 백진희
- 이채영
- 이보림
- 오의식
- 이수경
- 김진영

## 드라마 제작
- 결혼의 꼼수 (tvN, 2012년)